# J-4 Solidarność
J-4 Solidarność – projekt polskiego lekkiego samolotu amatorskiego opracowanego przez Jarosława Janowskiego.

## Historia
Jarosław Janowski w 1977 roku rozpoczął projektowanie lekkiego dwumiejscowego samolotu przeznaczonego do szkolenia pilotów w aeroklubach. W wyniku prac projektowych opracowana została konstrukcja będąca dolnopłatem z silnikiem ze śmigłem ciągnącym. Konstruktor planował wykorzystać do napędu silnik Limbach (używany w motoszybowcu SZD-45 Ogar), którego zapasy posiadały aerokluby. Konstruktor zakładał, że samolot będzie budowany zestawach w Aeroklubie Łódzkim, a montażem będą zajmować się odbiorcy.
Model samolotu został przebadany w tunelu aerodynamicznym Politechniki Warszawskiej i w 1979 roku rozpoczęto budowę. W prace zaangażowani byli: Witold Kalita z Aeroklubu Łódzkiego (pracował już z Janowskim przy J-3 Orzeł), W. Stefański i M. Luziński. Po zbudowaniu ok. 50% kadłuba rozpoczęto prace przy konstrukcji skrzydeł.
W lipcu 1981 roku nieukończony kadłub zaprezentowano na I Ogólnopolskim Zlocie Konstruktorów Amatorów Lotniczych w Łodzi.
Wprowadzenie stanu wojennego spowodowało wstrzymanie prac przy budowaniu samolotu. Aeroklub PRL wycofał swe zainteresowanie konstrukcją i budowa samolotu została całkowicie zablokowana. Nadwyżki silników Limbach zostały sprzedane do NRD.

## Konstrukcja
Dwumiejscowy samolot w układzie wolnonośnego średniopłata.
Płat o obrysie prostokątnym, był zaprojektowany jako konstrukcja modułowa, składająca się z sześciu segmentów. W konstrukcji zrezygnowano z lotek na rzecz spojlerów. Na całej długości było wyposażone w klapy bezszczelinowe. Zastosowany profil laminarny Wortmanna (19%) uniemożliwiał wpadnięcie w korkociąg.
Kadłub ze sklejki i laminatu, miejsca załogi obok siebie, oba wyposażone w komplet sterów.
Usterzenie klasyczne krzyżowe. Statecznik pionowy wykonany jako integralna część kadłuba. Usterzenie poziome dwudzielne.
Podwozie trzypunktowe stałe z kółkiem ogonowym. Golenie główne z laminatu, wykorzystano koła z szybowca SZD-9 Bocian.
Napęd stanowił silnik Limbach SL 1700EC o mocy 68 KM.